# Serhij Kultschyzkyj
Serhij Petrowytsch Kultschyzkyj (ukrainisch Сергій Петрович Кульчицький; * 17. Dezember 1963 in Weimar, DDR; † 29. Mai 2014 nahe Slowjansk, Ukraine) war ein ukrainischer Generalmajor.

## Leben
Kultschyzkyj wurde 1963 in Weimar geboren. Sein Vater, der der sowjetischen Armee angehörte, war zu diesem Zeitpunkt in der DDR stationiert. Er besuchte die Militärschule in Ussurijsk in der Region Primorje und setzte nach seinem dortigen Abschluss 1981 seine Ausbildung an der Fernöstlichen Offiziershochschule (Дальневосточное высшее военное командное училище) in Blagoweschtschensk in der Oblast Amur fort. Dort erhielt er 1985 eine Auszeichnung. Kultschyzkyj wurde nun Zugführer in der Nordflotte der sowjetischen Marine und war in Murmansk stationiert. Nach dem Zerfall der Sowjetunion und der damit verbundenen Unabhängigkeit der Ukraine, zog er in den Westen des neuen Staates. 1992 wurde er stellvertretender Kommandant eines in Ternopil stationierten Bataillons der Nationalgarde. 1994 wurde er Kommandant des Bataillons. 2010 wurde er zum stellvertretenden Kommandanten des Westlichen Operationskommandos, einem der drei Heereskommandos des ukrainischen Heeres, ernannt. Im Dezember 2013 wurde er von Präsident Wiktor Janukowytsch zum Generalmajor befördert. Nach dessen Amtsenthebung im Februar 2014 wurde Kultschyzkyj Leiter der Abteilung für Kampfausbildung.
Kultschyzkyj starb am 29. Mai 2014, als prorussische Separatisten seinen Armeehubschrauber nahe Slowjansk in der Oblast Donezk abschossen. Insgesamt kamen bei dem Absturz 14 Soldaten ums Leben. Kultschyzkyj war zu diesem Zeitpunkt für die Gefechtsführung der Nationalgarde verantwortlich und befand sich auf dem Weg zu einer nahe gelegenen Militärbasis. Er war bis Ende Mai 2014 der höchstrangige Offizier, der bei Kampfhandlungen im Zuge des Krieges in der Ukraine starb.
Kultschyzkyj war verheiratet und Vater eines Sohnes. Ihm wurde am 20. Juni 2014 posthum der Titel Held der Ukraine verliehen.